# 太平洋ベルト

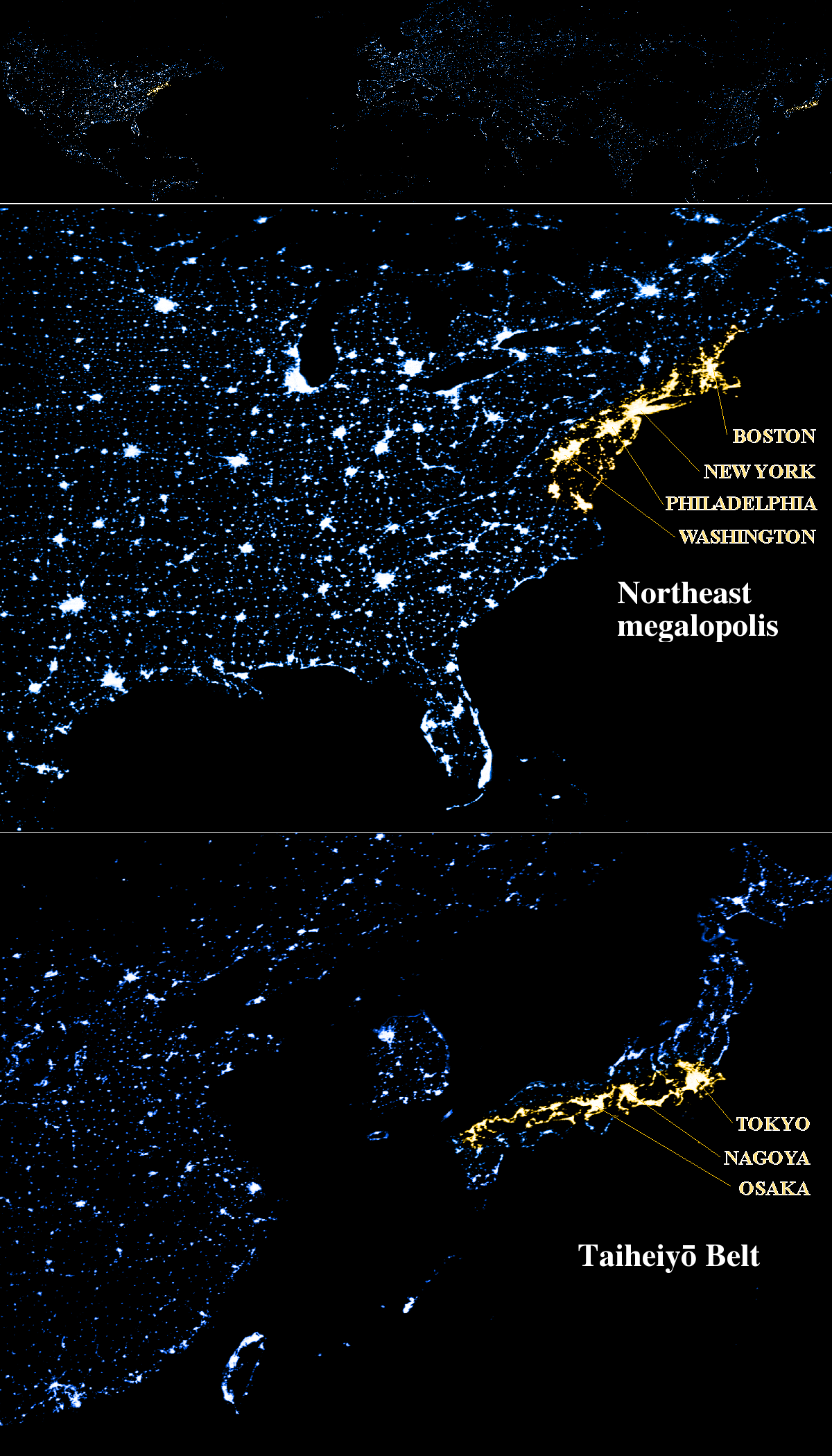
アメリカのボスウォッシュ（上）と日本の太平洋ベルト（下）の比較。夜間の衛星写真（同一縮尺）。

太平洋ベルト（たいへいようベルト）とは、日本の茨城県から大分県までを結ぶ、一連の工業地帯・工業地域をいう。
国民所得倍増計画（1960年）策定のための経済審議会産業立地小委員会報告において、既存の四大工業地帯への過度の集中による弊害が発生していたことから、瀬戸内海沿岸、静岡県などこれらの中間に新たな工業地帯を形成することにより、ベルト上の太平洋沿岸地域全体を工業立地の中核とするという、いわゆる太平洋ベルト地帯構想が提唱されたことに由来する。

## 太平洋ベルトを構成する都府県
太平洋ベルトに属する地域についての明確な定義はないが、経済産業省の統計では、茨城県、埼玉県、千葉県、東京都、神奈川県、静岡県、愛知県、岐阜県、三重県、大阪府、兵庫県、和歌山県、岡山県、広島県、山口県、香川県、愛媛県、福岡県、大分県を太平洋ベルト地帯としている。

## 太平洋ベルトを構成する工業地帯、工業地域
- 関東
  - 鹿島臨海工業地帯（茨城県鹿島地区）
  - 北関東工業地域の一部（埼玉県北西部）
  - 関東内陸工業地域の一部（埼玉県部分）
  - 京葉工業地域（千葉県東京湾沿岸部）
  - 京浜工業地帯（東京都・神奈川県・埼玉県南中部）
- 中部
  - 東海工業地域（静岡県）
  - 中京工業地帯（愛知県・岐阜県・三重県）
- 近畿
  - 阪神工業地帯（大阪府・兵庫県・和歌山県）
    - 堺泉北臨海工業地域（大阪府南部）
    - 播磨臨海工業地域（兵庫県西部）
- 中国・四国
  - 瀬戸内工業地域（岡山県・広島県・山口県・香川県・愛媛県）
- 九州
  - 北九州工業地帯（山口県西部・福岡県北部・大分県北部）
  - 大分臨海工業地帯（大分県中部）

このうち、京浜工業地帯・中京工業地帯・阪神工業地帯・北九州工業地帯を四大工業地帯という。近年では生産額の低い北九州工業地帯を北九州工業地域とみなして除いた、3つの工業地帯を三大工業地帯という。

## 特徴
鉄道・道路・港湾などの交通機関・施設が整備され、日本国の人口の約60%、工業出荷額の約70%が集中する。高速交通網では東海道・山陽新幹線が東京都と福岡県を結ぶ。
輸送に都合がよいことに加え、輸入相手国の船が太平洋側からやってくることが多い。
また、第5次の全国総合開発計画「21世紀の国土のグランドデザイン」において、太平洋ベルト地帯を西日本国土軸として再生させる、新しい国土軸の計画が策定された。